# Gabriela Gómez Peralta
Gabriela Gómez Peralta (19 de julio de 1990, Santiago del Estero, Argentina) es una jugadora de fútbol argentina. Juega en el Club Atlético Platense.

## Trayectoria
Comenzó en 2011 jugando en Central de Córdoba. Pero fue en 2015 que inició su carrera profesional jugando para River Plate y luego para el Club Atlético Independiente. Actualmente juega en el Club Atlético Platense como lateral.